# Invención del circuito integrado
La idea de integrar circuitos electrónicos en un solo dispositivo nació cuando el físico alemán e ingeniero Werner Jacobi Erfinder desarrolló y patentó el primer amplificador de transistor integrado conocido en 1949 y el ingeniero británico de radio Geoffrey Dummer propuso la integración de una variedad de componentes electrónicos estándares en un cristal monolítico semiconductor en 1952. Un año después, Chadwick Johnson hizo una patente para el prototipo de un circuito integrado (CI).
Tales ideas no pudieron ser implementadas en la industria de 1950, pero un hallazgo ocurrió en los últimos años de esa década. En 1958, 3 personas de 3 compañías de los Estados Unidos resolvieron 3 problemas fundamentales que impedían la producción de circuitos integrados. Jack Kilby de Texas Instruments patentó el principio de integración, creó el primer prototipo de CI y los comercializó. Kurt Lehovec de Sprague Electric Company inventó una manera de aislar eléctricamente los componentes en un cristal semiconductor. Robert Noyce de Fairchild Semiconductor inventó una manera de conectar los componentes de un CI (metalización de aluminio) y propuso una versión mejorada del aislamiento basada en la tecnología planar de Jean Hoerni. El 27 de septiembre de 1960, usando las ideas de Noyce y Hoerni, un grupo de Jay Last en Fairchild Semiconductor creó el primer CI semiconductor operacional. Texas Instruments, que había mantenido la patente para la invención de Kilby, comenzó una guerra de patentes, que fue solventada en 1966 mediante el acuerdo de una licencia cruzada.
No hay consenso sobre quien inventó el CI. La prensa Americana de 1960 nombró a 4 personas: Kilby, Lehovec, Noyce y Hoerni; en 1970 la lista fue acortada a Kilby y Noyce, y después a Kilby, quien fue honrado en el 2000 con el Premio Nobel de Física “por su participación en la invención del circuito integrado”. En los 2000, los historiadores Leslie Berlin, Bo Lojek y Arjun Saxena reinstauraron la idea de múltiples inventores del CI y revisaron la contribución de Kilby.

## Prerrequisitos

### Esperando un hallazgo

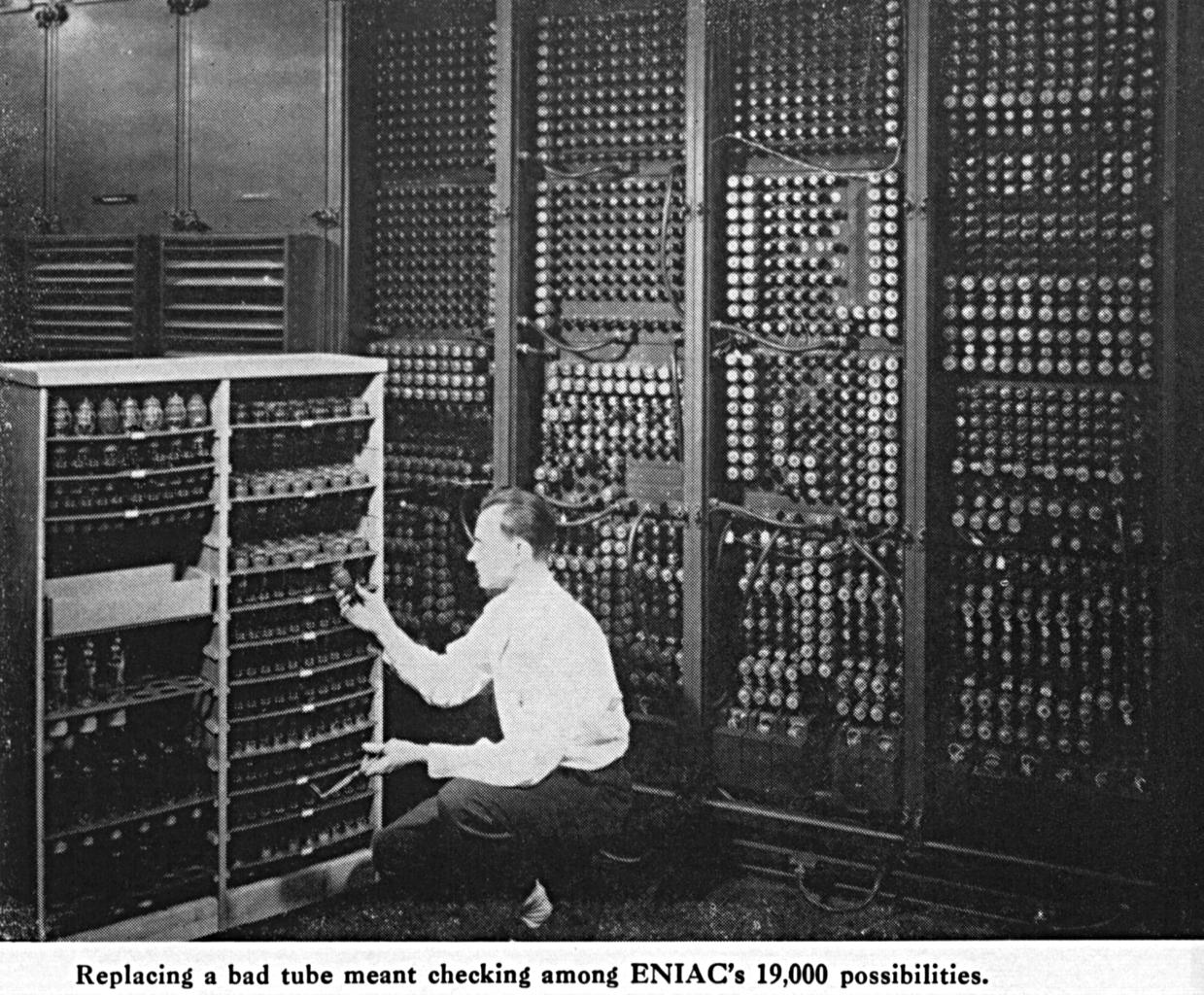
Cambiando tubos de vacío en la computadora ENIAC.

Durante y después de la Segunda Guerra Mundial, un fenómeno llamado “La tiranía de números” había sido notada, es decir, algunos dispositivos computacionales llegaron a un complejidad en la que las pérdidas de las fallas y el tiempo en inactividad del sistema excedieron los beneficios esperados. Cada Boeing B-29 (puesto en servicio en 1944) cargaba con 300–1000 tubos de vacío y decenas de miles de componentes pasivos. El número de tubos de vacío había llegado a los miles en computadoras avanzadas como la ENIAC (1946). Cada componente adicional reducía la fiabilidad del dispositivo y aumentaba el tiempo de resolución de fallos. La electrónica tradicional alcanzó un tope en el que más desarrollo de dispositivos electrónicos requería un número reducido de componentes.
La invención del transistor en 1948 llevó a las expectativas de una nueva revolución tecnológica. Los escritores de ficción y columnistas profetizaron la inminente llegada de “máquinas inteligentes” y la robotización de todos los aspectos de la vida.
Si bien los transistores redujeron el tamaño y el consumo de energía, no pudieron resolver el problema de fiabilidad en dispositivos electrónicos complejos. De hecho, la alta densidad de componentes en un espacio pequeño impedía su reparación Aunque la fiabilidad de los componentes discretos se había llevado al límite teórico en 1950, no había aún una mejora en las conexiones de los componentes.

### La idea de la integración
Desarrollos tempranos del CI datan desde 1949, cuando el ingeniero Alemán Werner Jacobi (Siemens AG) pidió la patente para un dispositivo amplificador semiconductor similar a un circuito integrado mostrando cinco transistores en substrato común en un arreglo de amplificador de tres etapas con dos transistores trabajando “al revés” como conversor de impedancia. Jacobi reveló audífonos para sordos pequeños y baratos como aplicaciones industriales de su patente. No se ha reportado un uso comercial inmediato de su patente.
El 7 de mayo de 1952, el ingeniero de radio británico Geoffrey Dummer formuló la idea de la integración en un evento público en Washington:

Con la llegada del transistor y el trabajo general en semiconductores, parece que ahora es posible proveer el equipo electrónico en un bloque sólido, sin cables. El bloque puede consistir en capas de materiales aislantes, conductores y rectificadores, donde las funciones eléctricas se darán cortando partes de las distintas capas.

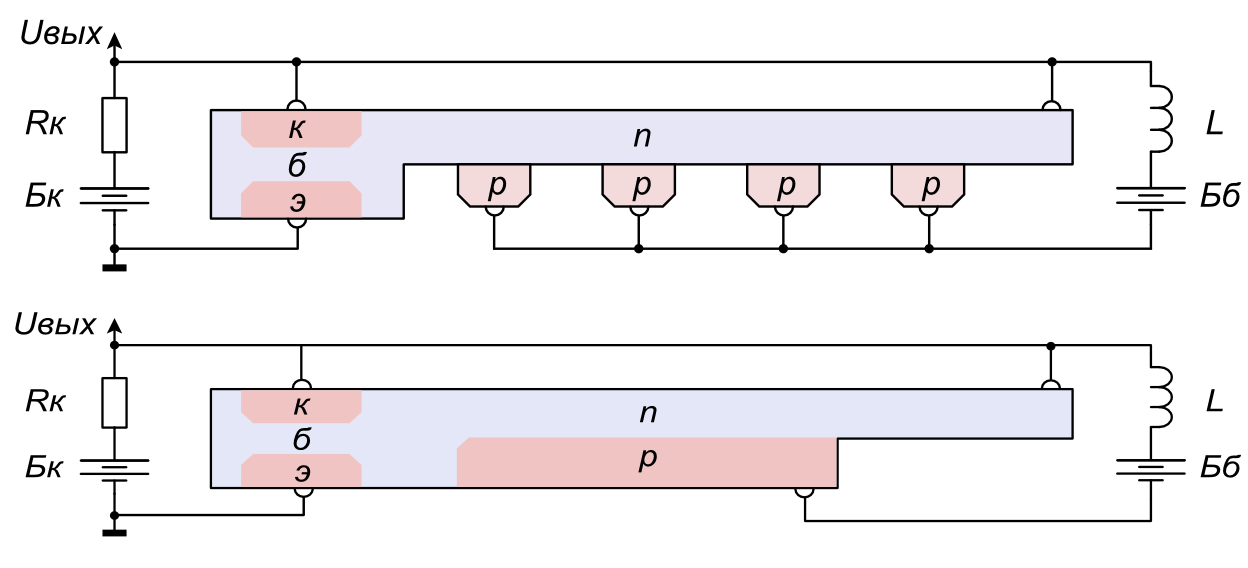
Generador integrado de Johnson (1953).

Tiempo después, Dummer se volvió conocido como “el profeta de los circuitos integrados”, pero no como su inventor. En 1956 produjo un prototipo de CI, pero su trabajo fue llamado impráctico por el ministro de Defensa del Reino Unido, debido al alto costo y parámetros inferiores del CI en comparación con los dispositivos discretos.
En octubre de 1952 en E.U., Bernard Oliver llenó un formato para una aplicación a patente de un método para fabricar tres transistores planares eléctricamente conectados en un cristal semiconductor. El 21 de mayo de 1953 Harwick Johnson llenó un formato de aplicación a patente de un método para formar varios componentes electrónicos – transistores, resistencias y capacitancias distribuidas en un solo chip. Johnson describió 3 maneras de producir un oscilador integrado de un solo transistor; todas ellas usaban una línea delgada de un semiconductor con un transistor bipolar de un lado y se diferenciaban en los métodos de producir el transistor. La línea actuaba como resistencia en serie, los capacitores fueron formados por fusión, mientras que las uniones p-n inversamente polarizadas actuaban como capacitadores distribuidos. Johnson no ofreció un procedimiento tecnológico y no se sabe si produjo algún dispositivo. En 1959, una variante de su propuesta fue implementada y patentada por Jack Kilby.

### Electrónica Funcional
Las compañías líderes de electrónica en E.U.A. Bell Labs. IBM, RCA y General Electric buscaron una solución a la “tiranía de los números” en el desarrollo de componentes discretos que implementaran una función dada con un mínimo de elementos pasivos. Durante la era de los tubos de vacío, tal abordaje permitió la reducción del costo de un circuito a cuestas de su frecuencia de operación. Por ejemplo, una celda de memoria de 1940 consistía de dos triodos y una docena de componentes pasivos que corrían a una frecuencia de hasta 200 kHz. Una respuesta en el orden de los MHz pudo ser lograda con 2 pentodos y 6 diodos por celda. Esta celda pudo ser reemplazada por un thyratron con una resistencia de carga y un capacitor de entrada, pero la frecuencia de tal circuito no excedía los pocos kHz.
En 1952, Jewell James Ebers de Bell Labs desarrolló un prototipo análogo de estado sólido de un thyratron – o un transistor de 4 capas, o tiristor. William Shockley simplificó su diseño con un “diodo de 4 capas” y dos terminales (Diodo Schockley) e intentó su producción industrial. Schockley esperaba que el nuevo dispositivo reemplazara el relevador polarizado en el intercambio telefónico; sin embargo la fiabilidad de los diodos Schockley era inaceptablemente baja, y su compañía entró en declive. Al mismo tiempo, trabajos en los circuitos de thyristor fueron realizados en Bell Labs, IBM y RCA Ian Munro Ross y David D'Azaro (Bell Labs) experimentaron con las celdas de memoria basadas en transistores. Joe Logue y Rick Dill (IBM) trabajaban en contadores usando transistores monouniones. Torkel Wallmark y Harwick Johnson (RCA) usaron los tiristores y transistores de efecto de campo. Los trabajos de 1955 a 1958 que utilizaron los transistores de germanio no dieron frutos. Solo en el verano de 1959, después de que las invenciones de Kilby, Lehovec y Hoerni se volvieran públicas, D’Azaro reportó un registro de corrimiento operacional basado en transistores de silicio. El área de cada transistor era de 0.2 a 0.4 mm², con un grosor de aproximadamente 0.1 mm.
Desde el punto de vista de los seguidores de la electrónica funcional y la era del semiconductor, su abordaje les permitió eludir problemas fundamentales en la tecnología del semiconductor. Los errores de Schockley, Ross y Wallmarck probaron la falacia de esta técnica: la producción en masa de dispositivos funcionales se vio retrasada por las barreras tecnológicas.

### Tecnología del Silicio

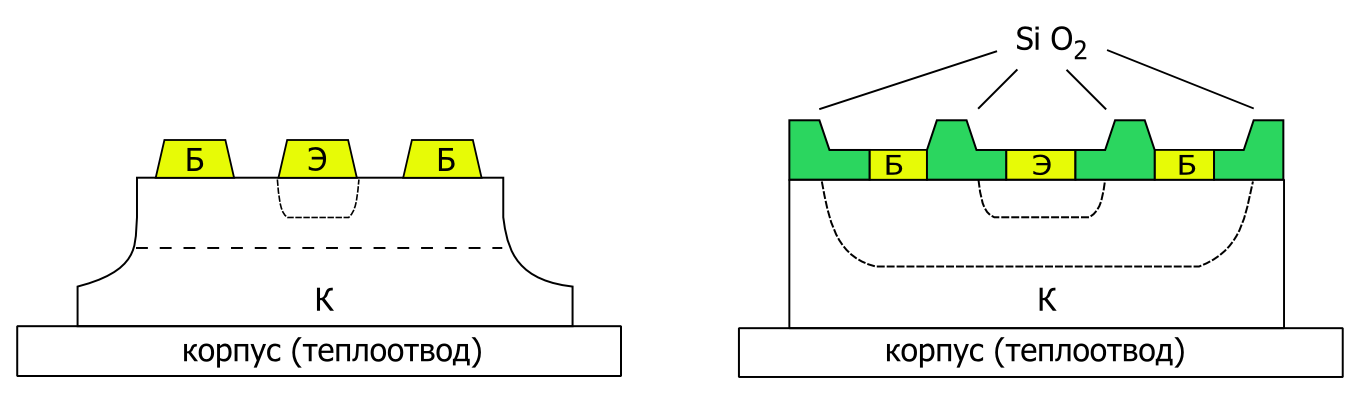
Comparación de las tecnologías mesa (izquierda) y planar (Hoerni, derecha). Las dimensiones son mostradas esquemáticamente.

Los primeros transistores fueron hechos de germanio. A mediados de 1950 fue reemplazado por silicio, el cual permitía la operación a altas temperaturas. En 1954, Gordon Teal de Texas Instruments produjo el primer transistor de silicio, comercializado en 1955. También en 1954, Fuller y Dittsenberger publicaron un estudio fundamental en la difusión del silicio y Shockley sugirió el uso de tecnología para formar uniones p-n con un grado dado de impureza en la concentración.
En 1955 Carl Frosch de Bell Labs desarrolló la oxidación húmeda del silicio, la cual se realiza con vapor de agua a una temperatura de 900 °C a 1000 °C. En los dos siguientes años, Frosh, Moll Fuller y Holonyak llevaron este proceso a producción en masa. Este descubrimiento reveló la segunda ventaja fundamental del silicio sobre el germanio: a diferencia de los óxidos de germanio, el silicio “húmedo” es físicamente fuerte y un aislante eléctrico químicamente inerte.
El primero de diciembre de 1957, Jean Hoerni propuso una tecnología planar de transistores bipolares. En este proceso, la uniones P-N eran cubiertas por una capa protectora, que debería significativamente mejorar su fiabilidad. Sin embargo en 1957, esta propuesta fue considerada técnicamente imposible. La formación de emisores de un transistor NPN requería la difusión del fósforo y el trabajo de Frosch sugería que el SiO2 no bloqueaba tal difusión. En marzo de 1959, Chi-Tang Sah, un excolega de Hoerni, le mostró a él y a Noyce un error en las conclusiones de Frosch. Frosch usó capas de óxido demasiado delgadas, mientras que los experimentos de 1957-1858 mostraron que una capa gruesa de óxido puede detener la difusión del fósforo. Armado con este conocimiento, el 12 de marzo de 1959 Hoerni hizo el primer prototipo de un transistor planar; y el primero de mayo de 1959 emitió una aplicación de patente para la invención un proceso planar. En abril de 1960, Fairchild lanzó el transistor planar 2N1613, y en octubre de 1960 abandonó por completo la tecnología del transistor mesa. A mediados de 1960, el proceso planar se había convertido en la tecnología principal para producir transistores y circuitos integrados monolíticos.

## Tres problemas de la Microelectrónica
La creación del CI fue detenida por 3 problemas fundamentales, los cuales fueron formulados por Wallmark en 1958:
1. Integración: en 1958 no había manera de formar varios componentes electrónicos diferentes en un cristal semiconductor. La aleación no era apta para el CI y la última tecnología mesa tenía serios problemas de fiabilidad.
2. Aislamiento: no existía tecnología para aislar eléctricamente componentes en un cristal semiconductor.
3. Conexión: no había manera efectiva de crear conexiones eléctricas entre los componentes de un CI, excepto usando cables de oro, conexión extremadamente cara y consumidora.

Sucedió que tres diferentes compañías tenían las patentes clave para cada uno de estos problemas. Sprague Electric Company decidió no desarrollar los CIs, Texas Instruments se limitaba a un set de tecnologías incompletas y solo Fairchild Semiconductor combinó las técnicas requeridas para la producción comercial de CIs monolíticos.

### Integración de Jack Kilby

#### Invención de Kilby
En mayo de 1958, Jack Kilby, un experimentado ingeniero de radio y veterano de la Segunda Guerra Mundial, empezó a trabajar en Texas Instruments. Al inicio no tenía tareas específicas y tuvo que encontrarse con un tema en la dirección general de “miniaturización”. Tenía la oportunidad de encontrar una dirección de investigación radicalmente nueva o inmiscuirse en un proyecto multimillonario en la producción de circuitos militares. El verano de 1958 Kilby formuló los tres puntos de la integración:
1. La única cosa que una compañía de semiconductores puede producir exitosamente es un semiconductor.
2. Todos los elementos de un circuito, incluyendo las resistencias y capacitores pueden ser hechos con semiconductores.
3. Todos los componentes de un circuito pueden ser hechos en un cristal semiconductor, añadiendo solo las interconexiones.

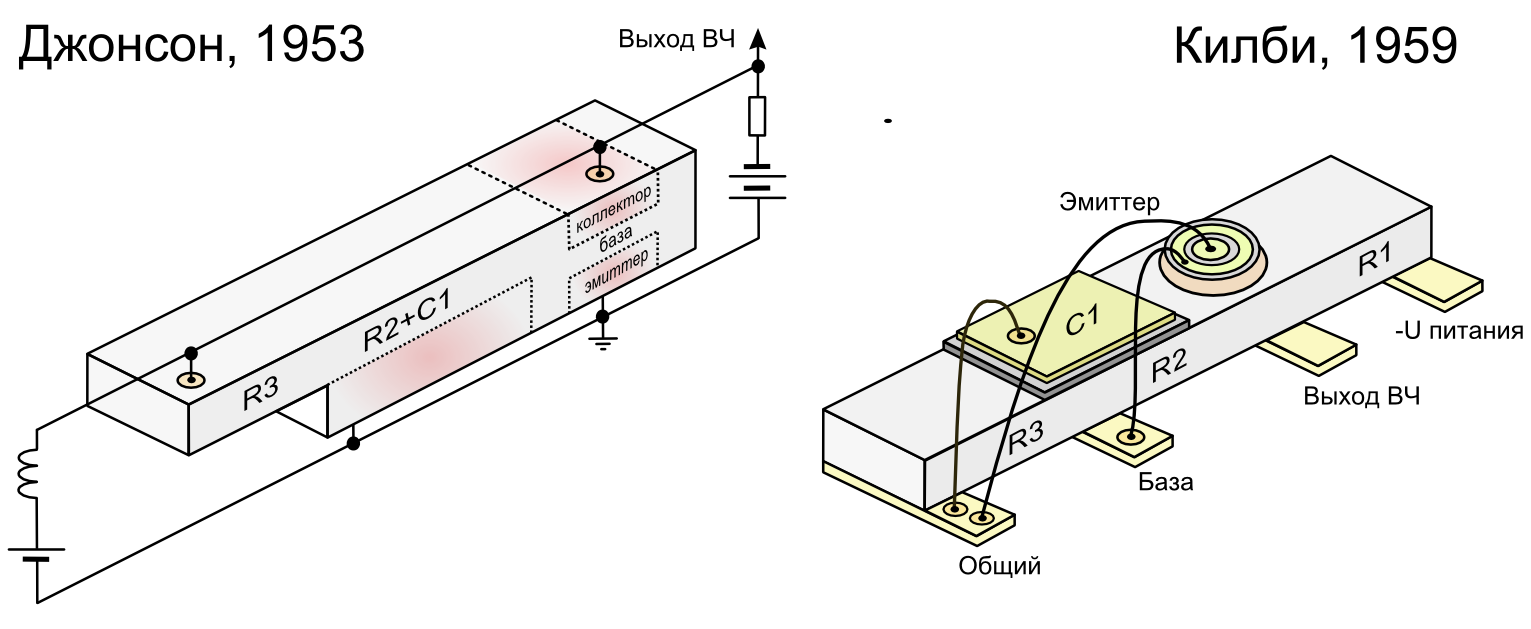
Comparación de los osciladores de Johnson (con un transistor aleado, dimensiones 10mm x 1.6 mm) y el de KIlby (con transistor mesa).

El 28 de agosto de 1958, Kilby ensambló el primer prototipo de CI usando componentes discretos y recibió la aprobación para implementarlo en un chip. Él tenía acceso a tecnologías que le permitieron hacer transistores mesa, diodos mesa y capacitores basados en unión p-n en un chip de germanio (pero no de silicón) y el resto del material del chip que podía ser usado como resistencias. El chip estándar de Texas Instruments para la producción de 25 (5*5) transistores mesa era de 10×10 mm en tamaño. Kilby lo minimizó en 5 hileras de transistores de 10×1.6 mm, pero después solo usó dos de ellas. El 12 de septiembre, presentó el primer prototipo de CI, el cual era un oscilador de un solo transistor con retroalimentación RC distribuida; repitiendo la idea y el circuito presentado en la patente de 1953 de Johnson. El 19 de septiembre, hizo el segundo prototipo, un disparador de dos transistores. Él describió los CIs haciendo referencia la patente de Johnson; entre febrero y mayo de 1959 Kilby llenó una serie de aplicaciones.
Según Arjun Saxena, la fecha de aplicación para la patente principal 3,138,743 es incierta: si bien la patente y el libro de Kilby la ponen el 6 de febrero de 1959, no pudo ser confirmado por los archivos de las aplicaciones en la oficina federal de patentes. El sugirió que la aplicación inicial se llenó en febrero 6 y se perdió, después la re-sumisión fue recibida por la oficina de patentes el 6 de mayo de 1959, el mismo día con que se tienen registrados las patentes 3,072,832 and 3,138,744.. De cualquier modo, Texas Instruments introdujo las invenciones de Kilby al público el 6 de marzo de 1959.
Ninguna de tales patentes resolvió por completo el problema del despeje y la interconexión – los componentes eran separados haciendo cortes en el chip y uniendo con cables de oro. Por lo tanto tales CIs eran del tipo híbrido en lugar del tipo monolítico. Sin embargo, Kilby demostró que varios elementos de los circuitos, los elementos activos, resistivos, capacitivos e incluso pequeñas inductancias podían ser hechas en un solo chip.

#### Intento de comercialización

Topología del multivibrador de dos cristales IC TI 502. La numeración corresponde a :Archivo:TI 502 schematic.png. Cada cristal es de 5 mm de longitud. No a escala.

En otoño de 1958, Texas Instruments introdujo la idea aún no patentada de Kilby a los clientes militares. Aunque la mayoría de las divisiones rechazaron la idea al verla inaceptable conforme a los conceptos existentes, la U.S. Air Force decidió que tal tecnología iba de la mano con el programa de electrónica molecular, y ordenó la producción de CIs prototipos, a los que Kilby llamó “bloques electrónicos funcionales”. Westinghouse añadió epitafio a la tecnología de Texas Instruments y recibió una orden separada del ejército de EE. UU. en enero de 1960.
En octubre de 1961, Texas Instruments construyó para la Fuerza Aérea una demostración de la “computadora molecular” con 300 bit de memoria basada en el CI #587 de Kilby. Harvey Kreygon empacó tal computadora en un volumen de alrededor de 100 cm³. En diciembre de 1961, la Fuerza Aérea aceptó el primer dispositivo analógico creado dentro del programa de electrónica molecular – un receptor de radio. Usaba CIs costosos, los cuales tenían alrededor de 10 a 12 componentes y un alto porcentaje de dispositivos fallidos. Esto generó la idea de que los CIs solo eran justificables para aplicaciones aeroespaciales; sin embargo la industria aeroespacial rechazó tales CIs por la baja resistencia a la radiación de sus transistores mesa.
En abril de 1960, Texas Instruments anunció el multivibrador #502 como el primer circuito integrado disponible en el mercado. La compañía aseguró que al contrario de sus competidores, ellos sí vendían el producto, el cual tenía un precio $450 USD por unidad o $300 USD para cantidades mayores a 100 unidades. Sin embargo, las ventas comenzaron hasta el verano de 1961 y el precio era mayor al anunciado. The #502 schematic contenía dos transistores, 4 diodos, 6 resistencias y 2 capacitores y repetía la circuitería tradicional discreta. El dispositivo contenía dos hileras de 5 mm de longitud dentro de un contenedor de cerámica y metal; una hilera contenía capacitores de entrada; la otra acomodaba transistores mesa y diodos y su cuerpo era usado como 6 resistencias, usaba alambres de oro como interconexiones.

### Aislamiento por unión p-n

#### Solución de Kurt Lehovec
A finales de 1958, Kurt Lehovec, un científico trabajando en la Sprague Electric Company, atendió a un seminario en Princeton donde Wallmark enlistó su visión sobre los problemas fundamentales de la microelectrónica. De regreso a Massachusetts, Lehovec encontró una solución sencilla al problema de la asolación la cual usaba la unión p-n:

Es bien sabido que la unión p-n tiene alta impedancia a la corriente eléctrica, particularmente si está polarizada en la llamada dirección de bloqueo o sin polarización aplicada. Por lo tanto cualquier grado deseado de aislante eléctrico entre 2 componentes ensamblados en la misma rebanada puede ser logrado si se tiene un número suficientemente grande de uniones p-n en serie entre dos regiones de semiconductancia, en los que tales componentes son ensamblados. Para la mayoría de los circuitos, de una a tres uniones p-n serán suficientes…

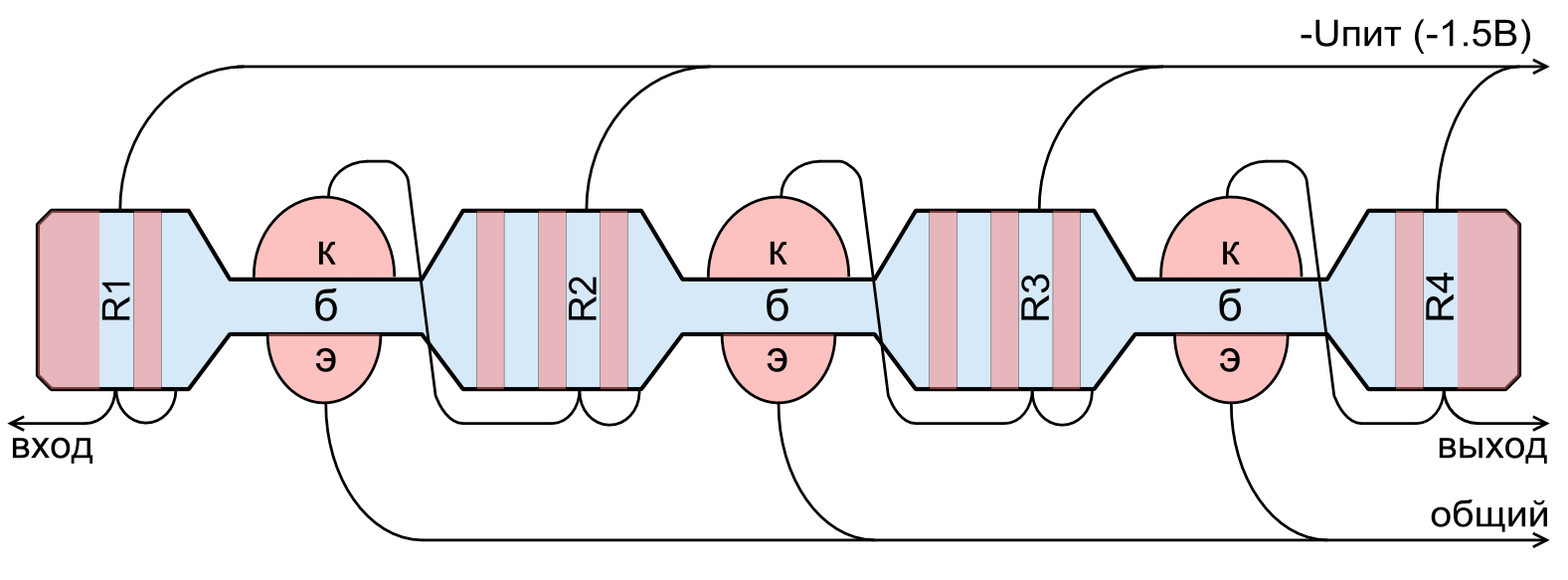
Muestra de un amplificador de tres etapas (tres transistores y 4 resistencias) de la. Áreas azules: conductividad tipo n, rojo: tipo p, longitud 2.2mm, grosor: 0.1mm

Lehovec probó su idea usando la tecnología para hacer transistores que estaban disponibles en Sprague. Su dispositivo era una estructura linear de 2.2×0.5×0.1 mm, la cual estaba dividida en celdas tipo n despejadas (bases de futuros transistores) por uniones p-n. Las capas y transistores fueron hechas por el método de crecimiento desde metal derretido. El tipo de conductividad era determinado por la velocidad de jale del cristal: una capa tipo p rica en indio era formada a velocidades bajas, mientras que una capa tipo n rica en arsénico era hecha a velocidades altas. Los colectores y emisores de los transistores eran creados por medio del forjamiento de cuentas de indio. Todas las uniones eléctricas eran hechas a mano, usando cables de oro.
La administración en Sprague no mostró deseos en la invención de Lehovec, aun así el 22 de abril de 1959, llenó una aplicación a patente con su propio dinero y dejó EE. UU. por dos años. Debido a tal rompimiento, Gordon Moore concluyó que Lehovec no debería ser considerado como uno de los inventores del CI.

#### Solución de Robert Noyce
El 14 de enero de 1959, Jean Hoerni introdujo su más nueva versión del proceso planar a Robert Noyce y al abogado de patentes John Rallza en Fairchild Semiconductor. Un memo de tal evento por parte de Hoerni fue la base de una aplicación de patente para la invención del proceso planar, llenada en mayo de 1959 e implementada en Estados Unidos como "el proceso planar" y "el transistor planar". El 20 de enero de 1959, los directivos de Fairchild se reunieron con Edward Keonjian, un desarrollador de la computadora a bordo del cohete “Atlas”, para discutir el desarrollo en conjunto de CIs digitales híbridos para su computadora. Tales eventos probablemente llevaron a Robert Noyce a regresar a la idea de la integración.
El 23 de enero de 1959, Noyce documentó su visión de la circuitería integrada planar, esencialmente re-inventando las ideas de Kilby y Lehovec en la base del proceso planar de Hoerni. Noyce declaró en 1976 que en enero de 1959 él no sabía del trabajo de Lehovec. Como ejemplo, Noyce describió un integrador que discutió con Keonjian. Los transistores, diodos y resistencia de tal dispositivo hipotético estaban aislados uno del otro por uniones p-n, pero en una manera diferente a la solución de Lehovec. Noyce consideró el proceso de fabricación del CI de la siguiente manera: debe empezar con una capa de silicón pacificado con óxido que sea altamente resistida. El primer paso de la fotolitografía apunta a abrir ventanas correspondientes a los dispositivos planeados y difuminar las impurezas para crear “muros” de baja resistencia a través de lo ancho del CI. Después, los dispositivos planares tradicionales son formados dentro de tales muros. Contrario a la solución de Lehovec, esta técnica permitía la creación de estructuras bidimensionales con, potencialmente, un número ilimitado de dispositivos en un chip.
Después de formular su idea, Noyce la resguardo por varios meses debido a menesteres de la compañía y regresó a ella hasta marzo de 1959. Le tomo 6 meses el preparar la aplicación de patente, la cual fue rechazada por la oficina de patentes de EE. UU. debido a que ya había recibido la aplicación de Lehovec.

### La invención de la metalización
A principios de 1959, Noyce resolvió otro problema importante, el problema de las interconexiones que impedía la producción en masa de los CIs. De acuerdo a sus colegas de los “ocho traicioneros” su idea era evidente: al pacificar la capa de óxido se obtiene una barrera natural entre el chip y la capa de mecanización. De acuerdo con Turner Hasty, Noyce planeo hacer las patentes microelectrónicas de Fairchild accesibles a un amplio rango de compañías, similar a Bell Labs que en 1951 y 1952 liberaron sus tecnologías del transistor.
Noyce presentó su aplicación el 30 de julio de 1959 y el 25 de abril de 1961 y recibió la patente 2981877. La invención consistía en la preservación de la capa de óxido, que separa la capa de mecanización del chip (excepto por las áreas de contacto), y en el depósito de la capa de metal de tal manera que estuviera firmemente unida a la de óxido. El método de depósito no era aún conocido, las propuestas de Noyce incluían: el depósito de aluminio al vacío a través de una máscara, el depósito de una capa continua seguida de por fotolitografía y el remordimiento del metal en exceso. Según Saxena, la patente de Noyce, aún con todas sus inconveniencias, refleja precisamente los fundamentos de las tecnologías del CI moderno.
En su patente, Kilby también menciona el uso de la capa de metalización. Sin embargo, Kilby favoreció el uso de capas anchas de diferentes metales (aluminio, cobre u oro) y monóxido de silicio en lugar del dióxido. Estas ideas no fueron tomadas en la producción de CIs.

### Primeros CIs

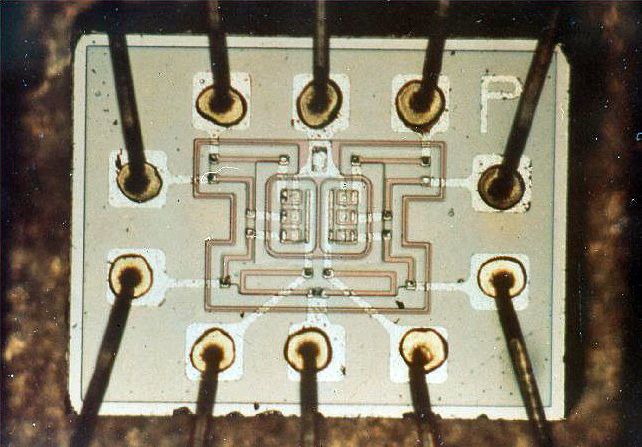
CI NOR lógico, de la computadora que controlaba la Nave Apolo

En agosto de 1959, Noyce formó en Fairchild un grupo de desarrollo de CIs. EL 26 de mayo de 1960, tal grupo liderado por Jay Last produjo el primer circuito integrado planar. El prototipo no era monolítico, sino que dos pares de sus transistores eran despejados haciendo cortes en el chip, lo cual es acorde con la patente de Last. Las etapas de producción inicial repitieron el proceso planar de Hoerni; posteriormente el cristal con ancho de 80-micrones era pegado, boca abajo, al substrato de vidrio, y la fotolitografía adicional era llevada en la parte posterior de la superficie. Un grabado profundo creaba un canal hasta la superficie frontal. Después la parte posterior era cubierta con resina de epoxy, y el chip era separado del substrato de vidrio.
En agosto de 1960, Lust comenzó a trabajar en el segundo prototipo utilizando el aislamiento por unión p-n propuesto por Noyce. Rober Norman desarrolló un circuito de disparo en 4 transistores y 5 resistencias, mientras que Isy Haas y Lionel Kattner desarrollaron el proceso de difusión de boro para formar las regiones aislantes. El primer dispositivo funcional fue probado el 27 de septiembre de 1960 – este fue el primer circuito integrado planar y monolítico.
Fairchild Semiconductor no previó la importancia de tal trabajo, el vicepresidente de marketing creyó que Last estaba gastando injustificadamente los recursos de la compañía y que el proyecto debía ser cancelado. En enero de 1961, Last, Hoerni y sus colegas de los “ocho traicioneros” Kleiner y Roberts dejaron Fairchild y fueron a Amelco. David Allison, Lionel Kattner y otros dejaron Fairchild para establecer un competidor directo, Signetics.
A pesar de la renuncia de sus científicos e ingenieros líderes, Fairchild anunció en marzo de 1961 su primera serie de CIs comerciales, llamados “Micrologic”, y después pasó el año creando una familia de CIs lógicos. Para ese entonces, distintos CIs ya eran producidos por sus competidores. Texas Instruments abandonó los diseños de CI de Kilby y recibió un contrato por una serie de CIs planares para satélites espaciales y posteriormente para misiles balísticos. LGM-30 Minuteman. Mientras que los CIs para la computadora a bordo de la aeronave “Apollo” eran diseñados por Fairchild, la mayoría eran producidos por Raytheon y Philco Ford. Cada computadores “Apollo” contenía alrededor de 5000 CIs lógicos y durante su manufactura, el precio de un CI bajo de los 1 000 $ USD a 20-30 $ USD . De esta manera la NASA y el Pentágono prepararon el campo para el mercado de CI de aplicación no militar.
La lógica basada en resistencias y transistores de los primeros CIs de Fairchild y Texas Instruments era vulnerable a l interferencia electromagnética, y por lo tanto en 1964 ambas compañías lo reemplazaron por la lógica basada en diodos y transistores. Signetics lanzó la familia basada en diodos y transistores llamada Utilogic en 1962, pero falló ante Fairchild y Texas Instruments con la expansión del producto. Fairchild fue el líder en número de CIs vendidos entre 1961 y 1965, pero Texas Instruments iba a la delantera en ganancias: 32% del mercado del CI en 1964 comparado con 18% de Fairchild.
Los CIs lógicos antes mencionados eran construidos con componentes estándares, con tamaños y configuraciones definidos por el proceso tecnológico, y todos los diodos y transistores de un CI eran del mismo tipo. El uso de diferentes tipos de transistores fue propuesto por primera vez por Tom Long en Sylvania entre 1961 y 1962. A finales de 1952, Sylvania lanzó la primera familia de CIs lógicos transistor-transistor (TTL), los cuales se convirtieron en un éxito comercial. Bob Widlar de Fairchild hizo un avance similar entre 1964 y 1965 en los CIs análogos (amplificadores operacionales).

## Guerras de patentes
Entre 1959 y 1961, cuando Texas Instruments y Westinghouse trabajaron en paralelo en el proyecto “electrónica molecular”, su competencia tenía un aire amistoso. La situación cambió en 1962 cuando Texas Instruments comenzó a fervientemente buscar los infractores reales e imaginarios de sus patentes, hecho que los llevó a ser conocidos con los sobrenombres “La firma Legal de Dallas”, y “Los vaqueros del semiconductor Tal ejemplo fue seguido por otras compañías. A pesar de esto, la industria del CI continuo a desarrollar sin prestar atención a las disputas de patentes.
Texas Instruments contra WestinghouseEntre 1962 y 1963 estas compañías habían adoptado el proceso planar, el ingeniero de Westinghouse Hung-Chang inventó el transistor lateral. En el proceso planar usual, todos los transistores son del mismo tipo de conductividad, típicamente n-p-n, mientras que la invención de Lin permitió la creación de transistores n-p-n y p-n-p en un chip. Algunas de las órdenes de CIs militares fuero ahora destinadas a Westinghouse en lugar de Texas Instruments, por lo que el último pidió un caso, el cual fue arreglado fuera de la corte.
Texas Instruments contra SpragueEl 10 de abril de 1962, Lehovec recibió la patente por despeje de la unión p-n. Texas Instruments inmediatamente pidió un caso, reclamando que el problema de la asolación fue resuelto en la patente antes registrada por Kilby. Robert Sprague, fundador de Sprague, consideró el caso como perdido e iba a rendir los derechos de la patente, hasta que fue convencido de lo contrario por Lehovec. 4 años más tarde, Texas Instruments dio una conferencia con demostraciones de las invenciones de Kilby junto con declaraciones de expertos. Pero Lehovec probó que Kilby no mencionó el despeje de componentes, y su prioridad por la patente de despeje de componentes fue finalmente reconocida en abril de 1966.
Raytheon contra FairchildEl 20 de mayo de 1962, Jean Hoerni, quien ya había abandonado Fairchild, recibió la primera patente por la tecnología planar. Raytheon creía que Hoerni había repetido la patente poseída por Jules Andrews y Raytheon y pidió un caso. Aunque similares en la fotolitografía, difusión y grabado, el proceso de Andrews tenía un error fundamental: requería la retirada total de la capa de óxido después de cada difusión. Por el contrario, en el proceso de Hoerni el óxido «sucio» era mantenido. Raytheon cejó en su reclamo y obtuvo una licencia de Fairchild.
Hughes contra FairchildHughes Aircraft demandó a Fairchild, reclamando que sus investigadores habían desarrollado el proceso de Hoerni antes. De acuerdo con los abogados de Fairchild, el caso no tenía bases pero podría tomar algunos años, durante los cuales Fairchild no podría vender las licencias al proceso de Hoerni. Por lo tanto, Fairchild eligió llegar a un arreglo con Hughes fuera de la corte. Hughes adquirió los derechos a una de los 17 puntos de la patente de Hoerni, y después lo cambió por una pequeña parte de las ganancias por futura venta de licencias de Fairchild.
Texas Instruments contra FairchildEn sus guerras legales, Texas Instruments se enfocó en su más grande y tecnológicamente avanzado competidor, Fairchild Semiconductor. Los casos no impedían la producción en Fairchild, pero sí su venta de licencias. Para 1965, la tecnología planar de Fairchild se había convertido en el referente de la industria, pero la licencia a las patentes de Hoerni y Noyce fue adquirida por menos de 10 fabricantes, y no había mecanismos para impedir la producción sin licencia. Similarmente, las patentes claves de Kilby no estaban trayendo ganancias a Texas Instruments. En 1964, el arbitraje de patentes, dio a Texas Instruments los derechos a 4 de las 5 provisiones claves de las patentes reclamadas, sin embargo, las dos compañías apelaron la decisión. El litigio continuó por años. Texas Instruments se dio cuenta de que no podía reclamar prioridad por todo el set de patentes clave del CI, y perdió interés en la guerra de patentes. El verano de 1966, Texas Instruments y Fairchild acordaron en el reconocimiento mutuo de patentes y mantuvieron una licencia cruzada de las patentes clave; en 1967, se les agregó Sprague.
Japón contra FairchildEn los inicios de 1960, Fairchild y Texas intentaron establecer la producción de CIs en Japón, pero fueron detenidos por el ministro de Comercio Internacional e Industrial (MITI). En 11962, MITI prohibió a Fairchild subsecuentes inversiones en la fábrica previamente adquirida en Japón, además Noyce intentó entrar en el mercado japonés a través de la corporación NEC. En 1963, la administración de NEC impulsó a Fairchild a un posición extremadamente ventajosa para términos de licencias en Japón, lo que limitó fuertemente las ventas de Fairchild en el mercado japonés. Solo después de concluir el trato, Noyce se dio cuenta de que el presidente de NEC también había impulsado el comité MITI que bloqueó los tratos de Fairchild.
Japón contra Texas InstrumentsEn 1963, a pesar de la experiencia negativa con NEC y Sony, Texas Instruments intentó establecer su producción en Japón. Durante dos años MITI no dio una respuesta definitiva a su pedido, y en 1965 Texas Instruments contraatacó con amenazas de embargo en el equipo electrónico de importación que infringía sus patentes. Tal acción afectó a Sony y Sharp en 1967, impulsando a la MITI a secretamente buscar un socio japonés a Texas Instruments. MITI bloqueó las negociaciones entre Texas Instruments y Mitsubishi (el propietario de Sharp), y persuadió a Akio Morita a hacer un trato con Texas Instruments por el «futuro de la industria japonesa». a pesar de que los protocolos secretos que garantizaban a los americanos una parte en el acuerdo de Sony de 1967 y 1968 eran extremadamente desventajosos para Texas Instruments. Por casi 30 años las compañías japonesas produjeron CIs sin pagar regalías a Texas Instruments, y solo hasta 1989 la corte japonesa reconoció los derechos de patente a la invención de Kilby. Como resultado, en 1990, todos los fabricantes de CI japoneses tuvieron que pagar 30 años de vieja patente o entrar en acuerdos de licenciamiento cruzado. En 1993, Texas Instruments ganó 520 $ USD millones en regalías, la mayoría de compañías japonesas.

## Historia de la invención

### Dos inventores: Kilby y Noyce
Durante las guerras de patentes de los 60, la prensa y comunidad professional en EE. UU. reconocieron que el número de inventores del CI podría ser largo. El libro La era dorada del emprendimiento nombró a 4 personas: Kilby, Lehovec, Noyce y Hoerni. Sorab Ghandhi en “Teoría y práctica de la microelectrónica” (1968) escribió que las patentes de Lehovec y Hoerni fueron el punto álgido de la tecnología del semiconductor de los 50 y abrieron camino para la producción en masa del CI.
En octubre de 1966, Kilby y Noyce fueron premiados con la medalla “Ballentine” del instituto Franklin “por su contribución significativa y esencial en el desarrollo de los circuitos integrados”. Tal evento dio la idea de dos inventores. La nominación de Kilby fue criticada por contemporáneos que no reconocían sus prototipos como CIs semiconductores reales. Todavía más controvertida fue la nominación de Noyce: la comunidad ingenieril estaba bien enterada del rol de Moore, Hoerni y otros inventores clave, mientras que Noyce en el momento de su invención era CEO de Fairchild y no participó directamente en la creación del primer CI. EL mismo Noyce admitió: “Estaba intentando resolver un problema de producción. No intentaba hacer un circuito integrado”.
De acuerdo a Leslie Berlin, Noyce se convirtió en el “padre del CI” por la guerra de patentes. TI escogió su nombre porque aparecía en la patente que retaron y por lo tanto “apuntaron” a él como solo representante del desarrollo en Fairchild. A su vez, Fairchild movilizó todos sus recursos a la protección de la compañía, y por lo tanto priorizaron a Noyce. Mientras que Kilby estaba personalmente involucrado en las campañas de relaciones públicas de TI, Noyce se mantuvo alejado y fue substituido por Gordon Moore.
A mediados de los 70, la versión de los dos inventores se volvió públicamente aceptada, y los debates entre Kilby y Lehovec en journals profesionales de 1976 y 1878 no cambiaron tal situación. Hoerni, Last y Lehovec fueron tomaods poro jugadores menores; no representaban a corporaciones grandes y no eran aptos para debates públicos de prioridad.
En los artículos científicos de los 80, la historia De la invención del CI fue presentada de la siguiente manera

Cuando trabajaba en Fairchild, Noyce desarrollo el circuito integrado, El mismo concepto había sido inventado por Kilby en TI en Dallas unos meses antes. En julio de 1959 Noyce pidió la patente para su concepción del CI, TI llenó una demanda por interferencia de patente en contra de Noyce y Fairchild, y el caso se esparció por algunos años. Hoy, Noyce y Kilby son usualmente reconocidos como coinventores del CI, aunque Kilby fue inducido por el Salón de la Fama de inventores como el creador. En cualquier evento, Noyce es acreditado con la mejora del CI para su aplicación en diversos campos de la microelectrónica.

En 1984, la versión de los dos inventores fue apoyada por Thomas Reid en El Chip: Cómo dos americanos inventaron el microchip y lanzaron la revolución. El libro ha sido reimprimido hasta el 2008. Robert Wright del The New York Times criticó a Reid por una descripción larga de los personajes de apoyo involucrados en la invención, y que aun así, las contribuciones de Lehovec y Last no fueron mencionadas, además que Hoerni aparece en el libro como solo un teórico que consultó a Noyce.
Paul Ceruzzi en "A History of Modern Computing" (2003) también repitió la historia de los dos inventores y estipuló que “su invención, al inicio llamada ‘’Mircológica’’ y después el ‘’Circuito Integrado’’ por Fairchild, era simplemente otro paso en su camino” ( de miniaturización demandada por los programas militares de los 50). Refiriéndose a la opinión predominante en la literatura, el mostró la decisión de Noyce de usar el proceso planar de Hoerni, quien pavimento el camino para la producción en masa del CI, pero no fue incluido en la lista de los inventores del CI. Ceruzzi no cubrió la invención del despeje de componentes del CI.
En el año 2000, el comité del Premio Nobel le otorgó el Premio Nobel en Física a Kilby “por su participación en la invención del circuito integrado “. Noyce murió en 1990 y por lo tanto no pudo ser nominado; cuando se le preguntó durante su vida sobre los prospectos del Premio Nobel, respondió “No dan Premio Nobel para ingeniería o trabajo de verdad”. Debido a la confidencialidad del procedimiento de nominación Nobel, no se sabe si otros inventores del CI fueron considerados. Saxena argumentó que la contribución de Kilby fue más ingenieril que ciencia básica, y por lo tanto la nominación violaba la voluntad de Alfred Nobel.
La versión de los dos inventores prevalece a través de los 2010s Su variante pone a Kilby en el frente, y considera Noyce como un ingeniero que mejoró la invención de Kilby. Fred Kaplan en su libro “1959: El año en que todo cambió” (2010) da 8 páginas a la invención del CI y lo dedica a Kilby, mencionando a Noyce solo en el pie de página y completamente negando a Hoerni y Last.

### Revisión de la versión canónica
En lo último de los 90 y los 2000s una serie de libros presentaron la historia del CI en una versión simplificada de 2 personas. En 1998, Michael Riordan y Lillian Hoddson describieron en detalle los eventos que llevaron a la invención de Kilby en su libro “Cristal de Fuego: El nacimiento de la era de la información”. Sin embargo, se detuvieron en tal invención. Leslie Berlin en su biografía de Robert Noyce (2005) incluyó los sucesos mostrando a Fairchild y una evaluación crítica de la contribución de Kilby. “ Conectar los cables, impedía la producción y Kilby no lo podía haber sabido.
En 2007, Bo Lojek se opuso a la versión de los dos inventores; él describió la contribución de Hoerni y Last y criticó a Kilby.
En 2009, Saxena describió el trabajo de Dummer, Johnoson, Stewart, Kilby, Noyce, Lehovec y Hoerni. También relego el rol de Kilby y Noyce.